# 1224 Fantasia
1224 Fantasia este un asteroid din centura principală, descoperit pe 29 august 1927 de Serghei Beliavski și Nikolai Ivanov.